# 櫻日梯子
櫻日梯子（日语：桜日梯子），是日本女性BL漫畫家。現居神奈川縣。其熱門作品使櫻日梯子在BL漫畫界快速竄紅，出道短短三年便成為暢銷作家。在日本，相關作品至今為止創下BL單張廣播劇CD、BL漫畫單冊最高銷售紀錄。曾於CoreMagazine的雜誌《drap》和竹書房的雜誌《Qpa》以及Libre出版社的雜誌《b-boy》、季刊雜誌《JUNK!BOY》連載，目前於Libre出版社的月刊誌《MAGAZINE BE×BOY》上進行連載。

## 經歷

### 2012年
- 9月商業BL出道作《愛友（暫譯）》於雜誌《drap 》（drap mobile comic）上刊載。[1]
- 10月24日《年下彼氏的戀愛管理癖》開始在竹書房的《Qpa》雜誌連載。[1]

### 2013年
- 4月15日《電梯TROUBLE（暫譯）》於雜誌《drap milk》上刊載。[1]
- 7月17日《年下彼氏的戀愛管理癖》由竹書房出版，此為櫻日梯子的首本漫畫單行本。[1]
- 7月31日《我讓最想被擁抱的男人給威脅了。》開始在Libre的雜誌《b-boy》上連載。[1]
- 8月15日《戀愛諮詢TROUBLE（暫譯）》於雜誌《drap milk》上刊載。[1]

### 2014年
- 2月10日《我讓最想被擁抱的男人給威脅了。》漫畫單行本由Libre出版社發售。[1]
- 2月16日在Animate（安利美特）池袋總店舉辦首場簽名會。[1]
- 4月櫻日梯子獲得「BL AWARD 2014」最佳新人獎第1名。[2]
- 4月23日《年下彼氏的戀愛管理癖》廣播劇CD由Marine ENTERTAINMENT.發售。[1]
- 7月26日《年下彼氏的戀愛管理癖2》漫畫單行本由竹書房發售。[1]
- 7月27日在Maruzen&淳久堂書店梅田店舉辦簽名會。[1]
- 8月2日在SHIBUYA TSUTAYA舉辦簽名會。[1]
- 12月19日《年下彼氏的戀愛管理癖2》廣播劇CD由Marine ENTERTAINMENT.發售。[1]

### 2015年
- 2月10日《我讓最想被擁抱的男人給威脅了。2》漫畫單行本由Libre出版社發售。[1]
- 2月14日在animate（安利美特）小倉店舉辦簽名會。[1]
- 5月6日《「我讓最想被擁抱的男人給威脅了。」首刷限定版 外景巴士色狼套組》廣播劇CD由Libre出版社發售並獲日本Oricon公信榜每日榜單第1名。[1]

- 6月13日在Animate（安利美特）臺北總店舉辦簽名會。[3]
- 6月14日在Animate（安利美特）臺中逢甲店舉辦簽名會。[3]
- 7月1日《我讓最想被擁抱的男人給威脅了。》廣播劇CD由Libre出版社發售。
- 11月26日《年下彼氏的戀愛管理癖3》廣播劇CD由Marine ENTERTAINMENT.發售。[1]
- 12月24日《我讓最想被擁抱的男人給威脅了。2》廣播劇CD由Libre出版社發售。[1]

### 2016年
- 1月9日《性格惡劣受短篇•合集（暫譯）》由Libre出版社發售。[4]
- 2月24日《我讓最想被擁抱的男人給威脅了。3》廣播劇CD由Libre出版社發售。
- 11月6－7日「BL主題逃脫遊戲×我讓最想被擁抱的男人給威脅了。～擺脫醜聞危機～」活動在AGF（Animete Girls Festival）2016舉辦。[5]
- 12月1日《我讓最想被擁抱的男人給威脅了。3》漫畫單行本由Libre出版社發售，並發布本作漫畫總銷售量突破100萬本的消息。[6]

### 2017年
- 3月31日《我讓最想被擁抱的男人給威脅了。4》漫畫單行本由Libre出版社發售。
- 4月20日《「我讓最想被擁抱的男人給威脅了。0章」首刷限定版》廣播劇CD由Libre出版社發售。
- 11月《年下彼氏的戀愛管理癖》由《Qpa》移至《MAGAZINE BE×BOY》雜誌連載。[7]
- 11月3－4日BL主題解謎遊戲「救出被綁架的西條高人～我讓最想被擁抱的男人給威脅了。～」活動在AGF2017舉辦。[8]
- 11月7日《終有一日為你所殺（暫譯）》於雜誌《MAGAZINE BE×BOY》刊載。
- 11月10日《年下彼氏的戀愛管理癖》新裝版漫畫單行本1、2卷由Libre出版社發售。

### 2018年
- 3月25日在「AnimeJapan 2018」上發表了《我讓最想被擁抱的男人給威脅了。》電視動畫化的消息，於10月份播出，此作是櫻日梯子首部電視動畫化的作品。
- 3月30日《我讓最想被擁抱的男人給威脅了。5》漫畫單行本由Libre出版社發售，並發布本作漫畫總銷售量突破200萬本的消息。[6]
- 4月20日《我讓最想被擁抱的男人給威脅了。0章》廣播劇CD由Libre出版社發售。
- 10月5日《「我讓最想被擁抱的男人給威脅了。5」首刷限定版》廣播劇CD由Libre出版社發售。
- 11月10－11日「我讓最想被擁抱的男人給威脅了。× animate cafe」活動在AGF2018舉辦。[9]
- 11月28日《我讓最想被擁抱的男人給威脅了。1》電視動畫BD與DVD正式發布，DVD獲日本Oricon公信榜27、28日動畫DVD榜單第1名、當週動畫DVD週榜第1名。
- 12月7日《我讓最想被擁抱的男人給威脅了。》漫畫總銷售量突破250萬本。[10]
- 12月19日《我讓最想被擁抱的男人給威脅了。4》廣播劇CD由Libre出版社發售。
- 12月19日《我讓最想被擁抱的男人給威脅了。5》廣播劇CD由Libre出版社發售。
- 12月21日－2019年1月14日舉辦與咖啡館AREA-Q的聯動活動「我讓最想被擁抱的男人給威脅了。Award Night」。[11]
- 12月26日《我讓最想被擁抱的男人給威脅了。2》電視動畫BD與DVD正式發布，DVD獲日本Oricon公信榜25、26日動畫DVD榜單第1名、當週動畫DVD週榜第1名。
- 12月28日劇中劇《紅葉鬼》決定舞台劇化，預定於2019年內發表。

### 2019年
- 1月30日《我讓最想被擁抱的男人給威脅了。3》電視動畫BD與DVD正式發布，DVD獲日本Oricon公信榜30日、2月1日動畫DVD榜單第1名、當週動畫DVD週榜第1名。
- 2月10日Aniplex主辦的「我讓歌劇魅影給威脅了。」特別活動在江戶川區綜合文化中心大廳舉行。[12]
- 2月27日《我讓最想被擁抱的男人給威脅了。4》電視動畫BD與DVD發布，DVD獲日本Oricon公信榜26日動畫DVD榜單第3名、當週動畫DVD週榜第3名。
- 3月1日－14日「DAKAICHI POP-UP STORE」活動在梅田Loft舉辦。
- 3月13日《我讓最想被擁抱的男人給威脅了。6》漫畫單行本由Libre出版社發售，並發布本作漫畫總銷售量突破280萬本的消息。[13]
- 3月21日－24日「『我讓最想被擁抱的男人給威脅了。』紛絲感謝展覽會　～　Ｉ ｗａｎｔ ｔｏ ｈｕｇ ｙｏｕ　～」活動於Laforet Museum原宿舉行。
- 3月27日《我讓最想被擁抱的男人給威脅了。5》電視動畫BD與DVD正式發布，DVD獲日本Oricon公信榜26日動畫DVD榜單第3名。
- 4月19日－5月14日『我讓最想被擁抱的男人給威脅了 × animate cafe』活動將於animate cafe 台北出張店舉行。
- 4月24日《我讓最想被擁抱的男人給威脅了。6》電視動畫BD與DVD發布，BD獲日本Oricon公信榜23日動畫BD榜單第4名、動畫DVD榜單第2名，24日動畫BD榜單第4名、動畫DVD榜單第1名，當週動畫DVD週榜第3名。
- 5月29日《我讓最想被擁抱的男人給威脅了。7》電視動畫BD與DVD發布，DVD獲日本Oricon公信榜29、30日、31日動畫BD榜單第4名。
- 6月28日－7月7日《紅葉鬼》將在「品川王子大飯店俱樂部eX」舉行公演。[14]

## 作品列表

### 單行本
- 《年下彼氏的戀愛管理癖》：由竹書房移至Libre連載後重新改版，收錄《請把手給我，王子殿下♥》及《獻給你的施虐傾向》。單行本共2卷。

- 《我讓最想被擁抱的男人給威脅了。》：收錄《向迷惘的神明伸出愛之手》、《橫刀奪愛的三角關係》、《他的超S開關♥》以及《校舍後的夏天》。單行本共8卷。

- 《桜日梯子FAN BOOK》（桜日梯子ファンブック）：收錄作品詳細介紹、單行本未收錄插畫、角色剖析及其他眾多資料。

| 卷數 | Libre          | Libre                  | 東立出版社    | 東立出版社                                  |
| 卷數 | 發售日期       | ISBN                   | 發售日期      | EAN / ISBN                                  |
| ---- | -------------- | ---------------------- | ------------- | ------------------------------------------- |
| 全   | 2015年12月24日 | ISBN 978-4-7997-2723-2 | 2017年5月19日 | EAN 978-9864-70198-8 ISBN 978-986-470-198-8 |

- 《性格惡劣受短篇•合集（暫譯）》（性格悪い受がぐずぐずに泣かされる本。）：多位漫畫家作品合集，包含《我讓最想被擁抱的男人給威脅了。》短篇。[16]

| Libre | Libre        | Libre             |
| 卷數  | 發售日期     | JAN               |
| ----- | ------------ | ----------------- |
| 全    | 2016年1月9日 | JAN 4571284845817 |

### 短篇漫畫作品
| 中文名稱                         | 日文名稱 | 發布時間        | 備註                                                                              |
| -------------------------------- | -------- | --------------- | --------------------------------------------------------------------------------- |
| 《大叔變成少年的那一天（暫譯）》 |          | 2011年12月30日  | 共1話，虎兔同人誌。                                                               |
| 《愛友（暫譯）》                 |          | 2012年9月15日   | 商業BL出道作，收錄於雜誌《drap 》（drap mobile comic）中。                        |
| 《電梯TROUBLE（暫譯）》          |          | 2013年4月15日   | 收錄於雜誌《drap milk》vol.6中。                                                  |
| 《請把手給我，王子殿下♥》        |          | 2013年7月17日－ | 共2話，收錄於《年下彼氏的戀愛管理癖》漫畫單行本中。                               |
| 《獻給你的施虐傾向》             |          | 2013年7月17日－ | 共3話，收錄於《年下彼氏的戀愛管理癖》漫畫單行本中。                               |
| 《戀愛諮詢TROUBLE（暫譯）》      |          | 2013年8月15日   | 收錄於雜誌《drap milk》vol.10中。                                                 |
| 《人魚兄弟（暫譯）》             |          | 2013年8月23日   | 共1話，收錄於雜誌《Qpa》Vol.21中。                                                |
| 《向迷惘的神明伸出愛之手》       |          | 2014年2月10日－ | 共1話，收錄於《我讓最想被擁抱的男人給威脅了。》漫畫單行本中。                     |
| 《橫刀奪愛的三角關係》           |          | 2014年2月10日－ | 共5話，收錄於《我讓最想被擁抱的男人給威脅了。》漫畫單行本中。                     |
| 《他的超S開關♥》                 |          | 2014年2月10日－ | 共1話，收錄於《我讓最想被擁抱的男人給威脅了。》漫畫單行本中。                     |
| 《校舍後的夏天》                 |          | 2014年2月10日－ | 共1話，收錄於《我讓最想被擁抱的男人給威脅了。》漫畫單行本中。                     |
| 《終有一日為你所殺（暫譯）》     |          | 2017年11月7日   | 分前、後篇，《獻給你的施虐傾向》續集，收錄於雜誌《MAGAZINE BE×BOY》2017年12月號。 |

## 獎項
- 獲得「BL AWARD 2014」最佳新人獎第1名。[2]

## 外部連結
- 櫻日梯子官方Twitter帳戶 （页面存档备份，存于）（日語）